# Veer-Zaara
Veer-Zaara (hindi वीर-ज़ारा, urdu ویر زارا niem. tytuł "Die Legende einer Liebe", ang. "A Love Legend") – indyjski film z 2004 roku w reżyserii Yasha Chopry, autora takich filmów jak: Deewaar, Lamhe, Darr i Dil To Pagal Hai, a producenta Fanaa, Kabul Express, Dhoom 2. W rolach głównych występują aktorzy: Shah Rukh Khan, Preity Zinta, Rani Mukerji i Amitabh Bachchan. Tematem filmu jest rozrywana granicami i więzieniem miłość Pakistanki i Indusa. Symbolicznie pokazano tu tęsknotę Indii za połączeniem się z oddzielonym od 1947 roku narodem Pakistanu. Jednocześnie przedstawiono tu walkę kobiet o równouprawnienie i problem związku muzułmanki z wyznawcą hinduizmu. Przede wszystkim jednak jest to ponadczasowa historia o miłości, która zwycięża podziały, której nie niszczy czas.

## Fabuła
Zaara (Preity Zinta), pakistańska dziewczyna z bogatej muzułmańskiej rodziny tuż przed swoimi zaaranżowanymi przez ojca zaręczynami z Razą (Manoj Bajpai) wymyka się z domu i rusza w podróż do Indii. Chce spełnić ostatnie życzenie umierającej indyjskiej piastunki. Jedzie wrzucić jej prochy do świętej rzeki, aby mogła ona zgodnie z wiarą hindusów dostąpić zbawienia. Autobus, którym jedzie spada ze zbocza i Zaarę ratuje indyjski lotnik Veer Pratap Singh (Shah Rukh Khan). Trudno mu zostawić w podróży młodą Pakistankę samą, więc pomaga jej osiągnąć cel drogi. Czas spędzony razem zbliża młodych. Zakochują się w sobie. Veer nie śmie wyjawić swej miłości, a gdy ją wyznaje to dopiero wstrząśnięty faktem, że Zaara jest zaręczona. Zrozpaczony pozwala jej odjechać do Pakistanu. To koniec ich wspólnej podróży, ale nie miłości. Zakochana Zaara nie chce wyjść za mąż za Razę. Wzywa Veera, aby przyjechał po nią do Pakistanu. Między nimi dwa wrogie sobie kraje, dwie różne religie, tradycja aranżowania małżeństw i posłuszeństwa rodzicom, a także uraza dwóch rodzin.

## Obsada
- Shah Rukh Khan – Veer Pratap Singh, lotnik Indyjskich Sił Powietrznych w stopniu majora (squadron leader)
- Preity Zinta – Zaara Haayat Khan
- Rani Mukerji – Saamiya Siddiqui, adwokat
- Amitabh Bachchan – Chaudhary Sumer Singh (Bauji), wuj Veera
- Hema Malini – Saraswati Kaur (Maati), ciotka Veera
- Kirron Kher – Mariam Hayaat Khan, matka Zaary
- Divya Dutta – Shabbo
- Boman Irani – Jahangir Hayaat Khan, ojciec Zaary
- Anupam Kher – Zakir Ahmed, adwokat
- Manoj Bajpai – Razaa Shirazi

## Muzyka i piosenki
Twórcami muzyki są Sanjeev Kohli i Madan Mohan. W filmie wykorzystano nieopublikowane utwory Madana Mohana zmarłego w 1975 roku. Szczególną popularnością w Indiach cieszą się piosenki z tego filmu. W filmie śpiewa je przede wszystkim najsławniejsza wokalistka Indii swoją twórczością związana z kompozytorem muzyki do filmu Madanem Mohanem Lata Mangeshkar, ale także Udit Narayan, Sonu Nigam i inni.
- Aaya Tere Dar Par
- Tere Liye
- Jane Kyon
- Kyon Hawa
- Lodi
- Do Pal
- Yeh hum a gaye
- Hum To Bhai Jaise Haine

## Nagrody i nominacje

### Nagroda Filmfare
- W czasie 50. już raz rozdawanych Nagród Filmfare Awards "Veer-Zaara" – nominowano w 15 kategoriach, nagrody otrzymał w czterech:
- za Najlepszy Film: Yash Chopra
- za najlepszy tekst piosenki: Javed Akhtar ("Tere Liye")
- za najlepszy scenariusz: Aditya Chopra
- za najlepsze dialogi: Aditya Chopra

#### nominacje do nagrody Filmfare
- dla najlepszego aktora – Shah Rukh Khan – przegrał sam ze sobą – nagroda za "Swades"
- dla najlepszej aktorki – Preity Zinta
- dla najlepszego reżysera – Yash Chopra
- dla najlepszego aktora drugoplanowego – Amitabh Bachchan
- dla najlepszej aktorki drugoplanowe – Divya Dutta
- dla najlepszej aktorki drugoplanowej – Rani Mukerjee
- dla najlepszej muzyki- pośmiertnie Madan Mohan

### Star Screen Awards
- za najlepszy film
- dla najlepszego aktora(Shahrukh Khan)
- dla najlepszego aktora (Rani Mukerji)
- za najlepsze dialogi (Aditya Chopra)
- za najlepszy scenariusz (Aditya Chopra)

### ZEE Cine Awards
- najlepszy film
- najlepszy aktor : Shah Rukh Khan wygrał sam ze sobą
- najlepszy reżyser: Yash Chopra
- najlepsza aktorka drugoplanowa : Divya Dutta
- nominacja do nagrody na najlepszą aktorkę dla Preity Zinta

### IIFA Awards
- najlepszy film
- najlepszy aktor (Shah Rukh Khan)
- najlepsza rola drugoplanowa (Rani Mukerji)
- najlepszy reżyser (Yasha Chopra)
- najlepsza muzyka (pośmiertnie Madan Mohan)
- najlepsze teksty piosenek (Javed Akshtar)
- najlepsza historia (Aditya Chopra)

### Best Bollywood Film molodezhnaja.ch forum award 2004
- głosowanie europejskich internautów